# Ixerba brexioides
Tawari trong ngôp ngữ New Zealand, tên khoa học Ixerba brexioides, là một loài thực vật có hoa trong họ Strasburgeriaceae. Loài này được A.Cunn. miêu tả khoa học đầu tiên năm 1839.
Đây là loài duy nhất trong chi Ixerba, cũng như họ Ixerbaceae. Chúng chỉ được tìm thấy trên đảo North, giữa Waitomo và Kaitaia. Loài này được sử dụng để sản xuất một loại mật ong đặc biệt.
Hệ thống APG III năm 2009 không công nhận họ Ixerbaceae mà gộp nó trong họ Strasburgeriaceae.

## Hình ảnh

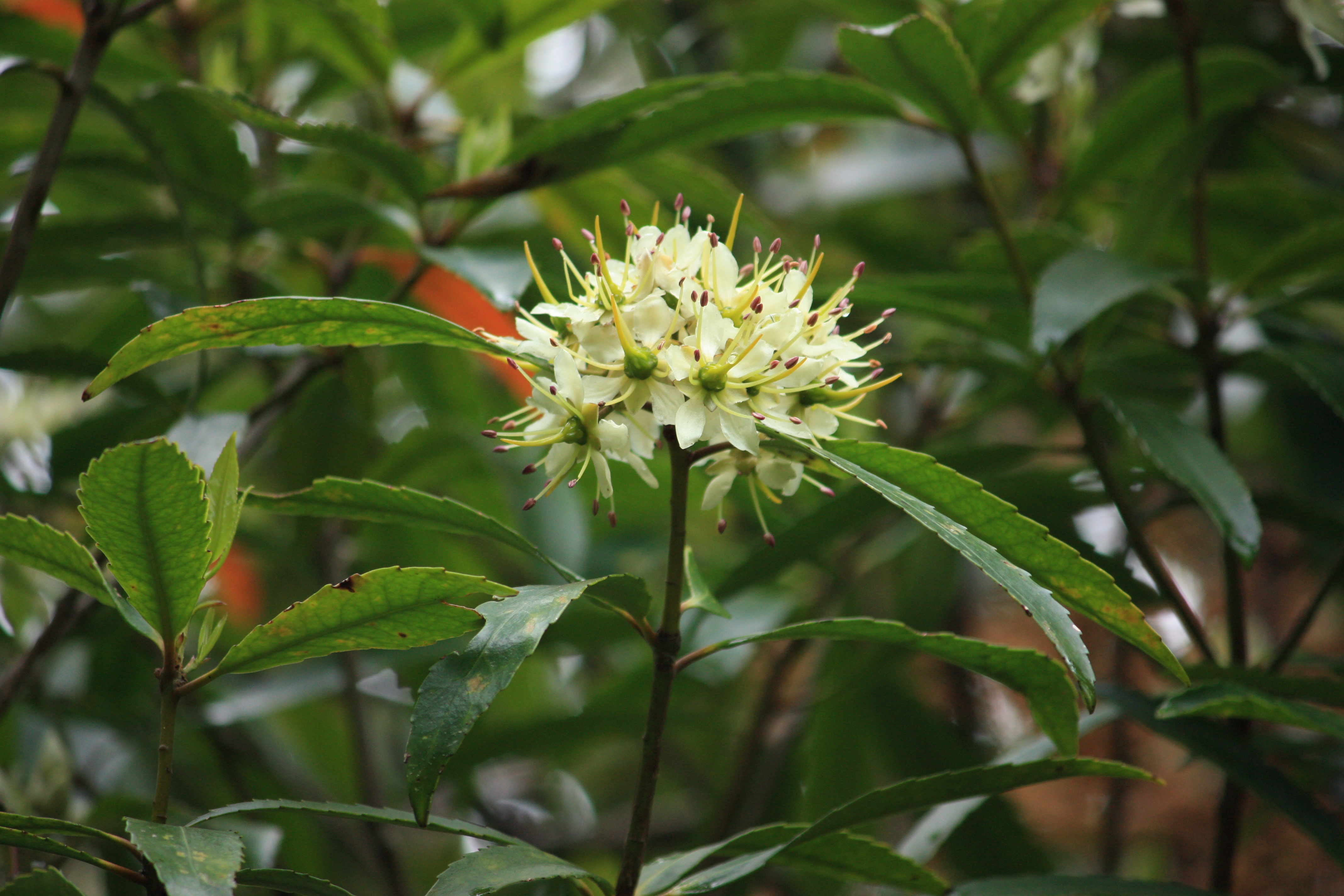